# 세계유산 위원회

로고

세계유산 위원회(World Heritage Committee)는 세계유산에 관한 논의를 하는 유네스코의 위원회이다. 세계유산 협약의 당사국 중 세계유산 협약 당사국 총회에서 선출된 21개국의 위원국으로 구성된다. 위원국은 아시아 · 오세아니아, 아랍권, 아프리카, 유럽 · 북아메리카, 카리브 해 · 중앙 및 남아메리카 5개 지역의 균형을 고려하여 선출된다. 위원국의 임기는 6년이지만 자발적으로 4년으로 단축하는 것이 가능하다. 회의는 자문 기관인 국제 자연 보전 연맹 (IUCN), 국제 기념물 유적 협의회 (ICOMOS), 문화재 보존 및 복원 연구를 위한 국제 센터 (ICCROM)의 대표자 및 비정부기구 등도 참여한다. 사무국은 세계유산 센터가 맡고 있다.

## 위원국
| 위원국                | 임기      |
| --------------------- | --------- |
| 아르헨티나            | 2021–2025 |
| 벨기에                | 2021–2025 |
| 불가리아              | 2021-2025 |
| 그리스                | 2021–2025 |
| 인도                  | 2021–2025 |
| 이탈리아              | 2021–2025 |
| 자메이카              | 2023–2027 |
| 일본                  | 2021–2025 |
| 카자흐스탄            | 2023–2027 |
| 케냐                  | 2023–2027 |
| 레바논                | 2023–2027 |
| 멕시코                | 2021–2025 |
| 카타르                | 2021–2025 |
| 르완다                | 2021–2025 |
| 세인트빈센트 그레나딘 | 2021–2025 |
| 세네갈                | 2023–2027 |
| 대한민국              | 2023–2027 |
| 튀르키예              | 2023–2027 |
| 우크라이나            | 2023–2027 |
| 베트남                | 2023–2027 |
| 잠비아                | 2021–2025 |
| 총합                  | 21        |

## 같이 보기
- 세계유산
- 유네스코
- 국제 기념물 유적 협의회